# Кобиляк (Двор)
Кобиляк (хорв. Kobiljak) — населений пункт у Хорватії, у Сисацько-Мославинській жупанії у складі громади Двор.

## Населення
Населення за даними перепису 2011 року становило 0 осіб.
Динаміка чисельності населення поселення:

## Клімат
Середня річна температура становить 10,59 °C, середня максимальна – 24,28 °C, а середня мінімальна – -5,22 °C. Середня річна кількість опадів – 1149 мм.
| Клімат поселення                              | Клімат поселення | Клімат поселення | Клімат поселення | Клімат поселення | Клімат поселення | Клімат поселення | Клімат поселення | Клімат поселення | Клімат поселення | Клімат поселення | Клімат поселення | Клімат поселення | Клімат поселення |
| Показник                                      | Січ.             | Лют.             | Бер.             | Квіт.            | Трав.            | Черв.            | Лип.             | Серп.            | Вер.             | Жовт.            | Лист.            | Груд.            |                  |
| Середній максимум, °C                         | 7,30             | 8,40             | 12,56            | 16,65            | 21,09            | 24,28            | 23,09            | 22,72            | 19,28            | 14,80            | 9,00             | 5,42             |                  |
| Середня температура, °C                       | 1,04             | 2,12             | 6,30             | 10,39            | 14,85            | 18,04            | 19,77            | 19,40            | 15,96            | 11,49            | 5,68             | 2,09             |                  |
| Середній мінімум, °C                          | −5,22            | −4,13            | 0,04             | 4,14             | 8,57             | 11,78            | 16,44            | 16,08            | 12,63            | 8,17             | 2,35             | −1,24            |                  |
| Норма опадів, мм                              | 71               | 73               | 81               | 96               | 98               | 105              | 100              | 98               | 105              | 109              | 119              | 94               |                  |
| Середньомісячна швидкість вітру, м/с          | 1.67             | 1.79             | 2.16             | 2.08             | 1.92             | 1.72             | 1.68             | 1.57             | 1.56             | 1.66             | 1.74             | 1.77             |                  |
| Середньомісячна сонячна радіація, кДж/м²·день | 4403             | 7094             | 10711            | 15169            | 19215            | 21220            | 22426            | 19434            | 14408            | 9136             | 4833             | 3620             |                  |
| --------------------------------------------- | ---------------- | ---------------- | ---------------- | ---------------- | ---------------- | ---------------- | ---------------- | ---------------- | ---------------- | ---------------- | ---------------- | ---------------- | ---------------- |
| Джерело:                                      |                  |                  |                  |                  |                  |                  |                  |                  |                  |                  |                  |                  |                  |